# Paranthrene
Paranthrene är ett släkte av fjärilar som beskrevs av Jacob Hübner 1819. Paranthrene ingår i familjen glasvingar.

## Bildgalleri

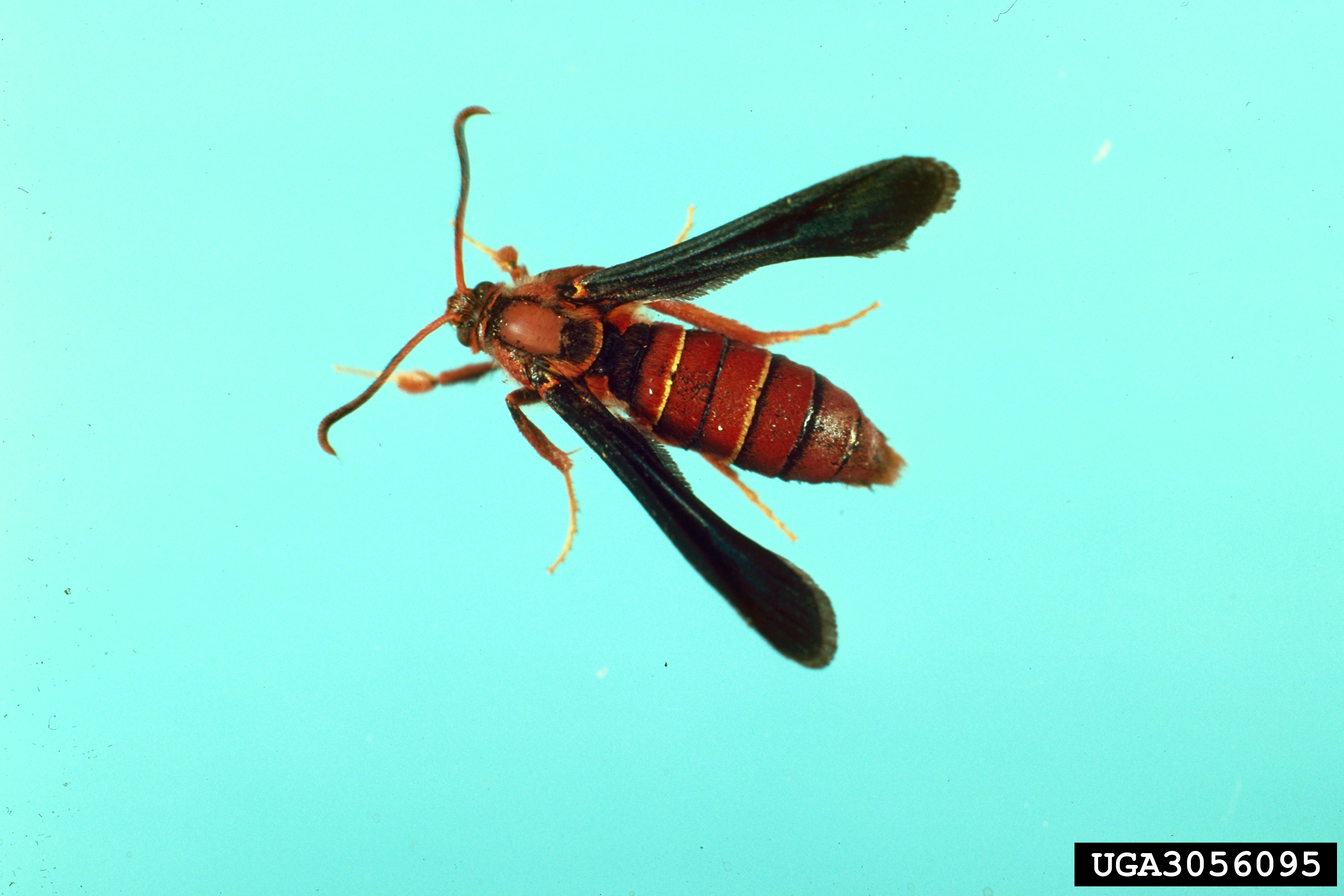
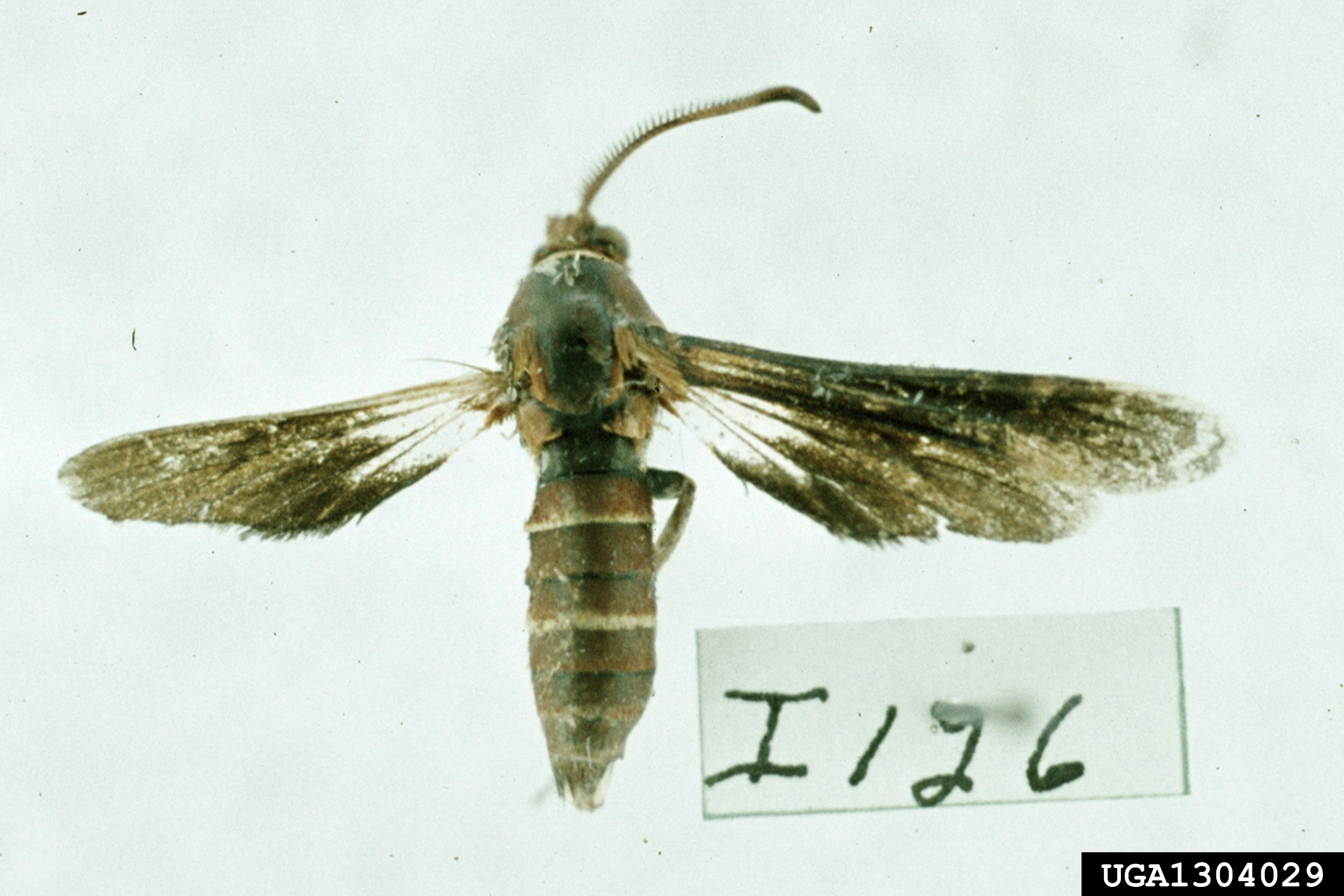
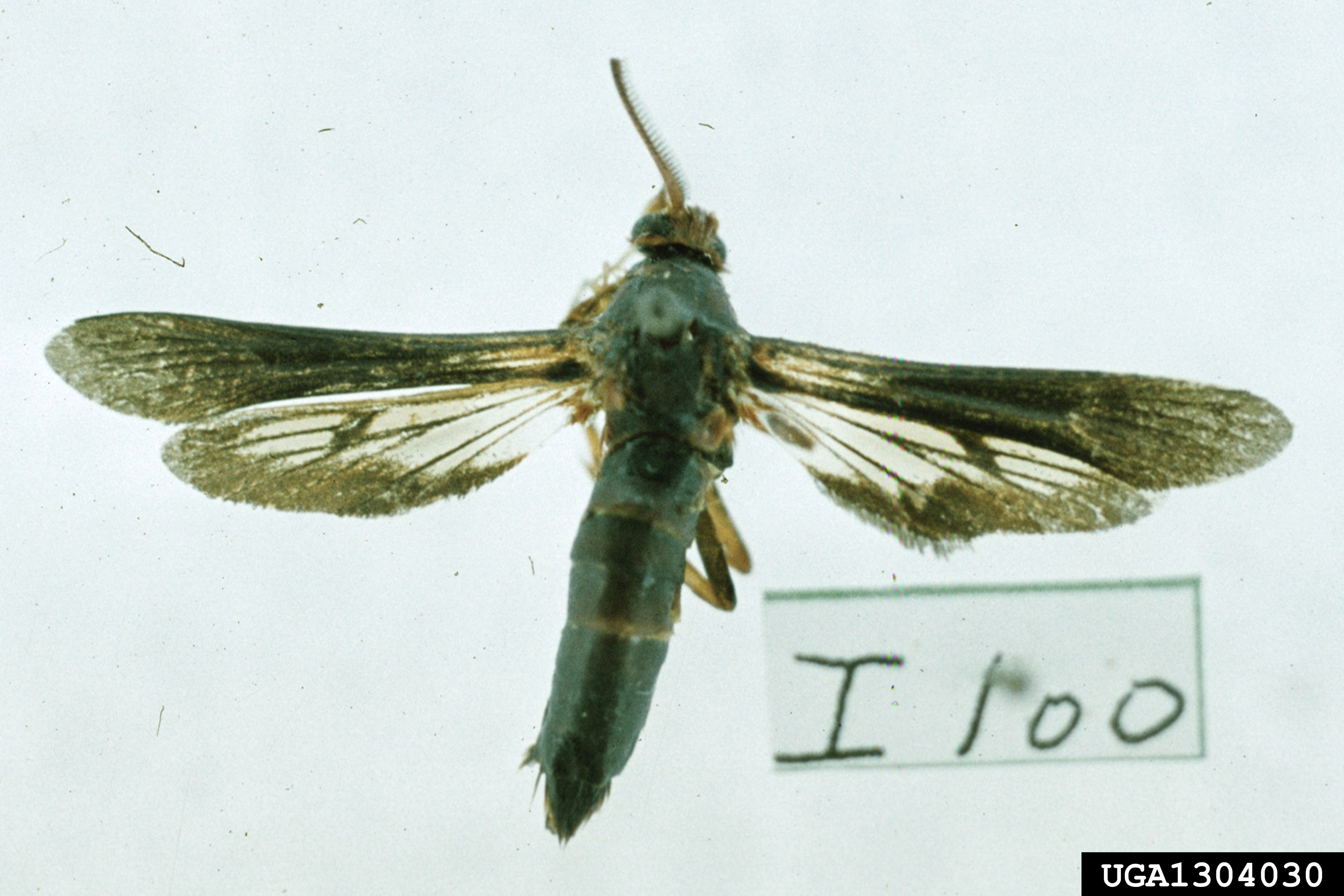
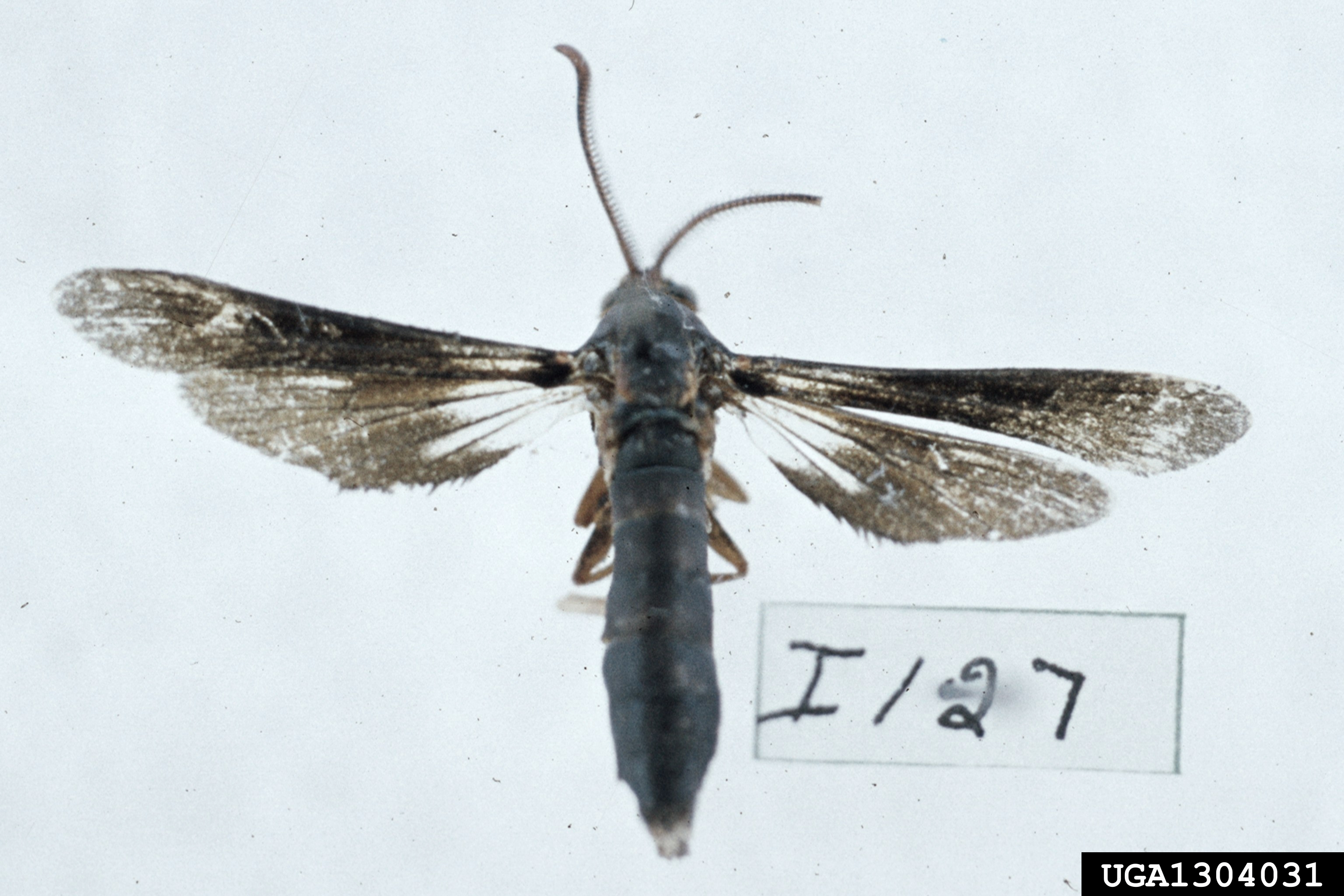
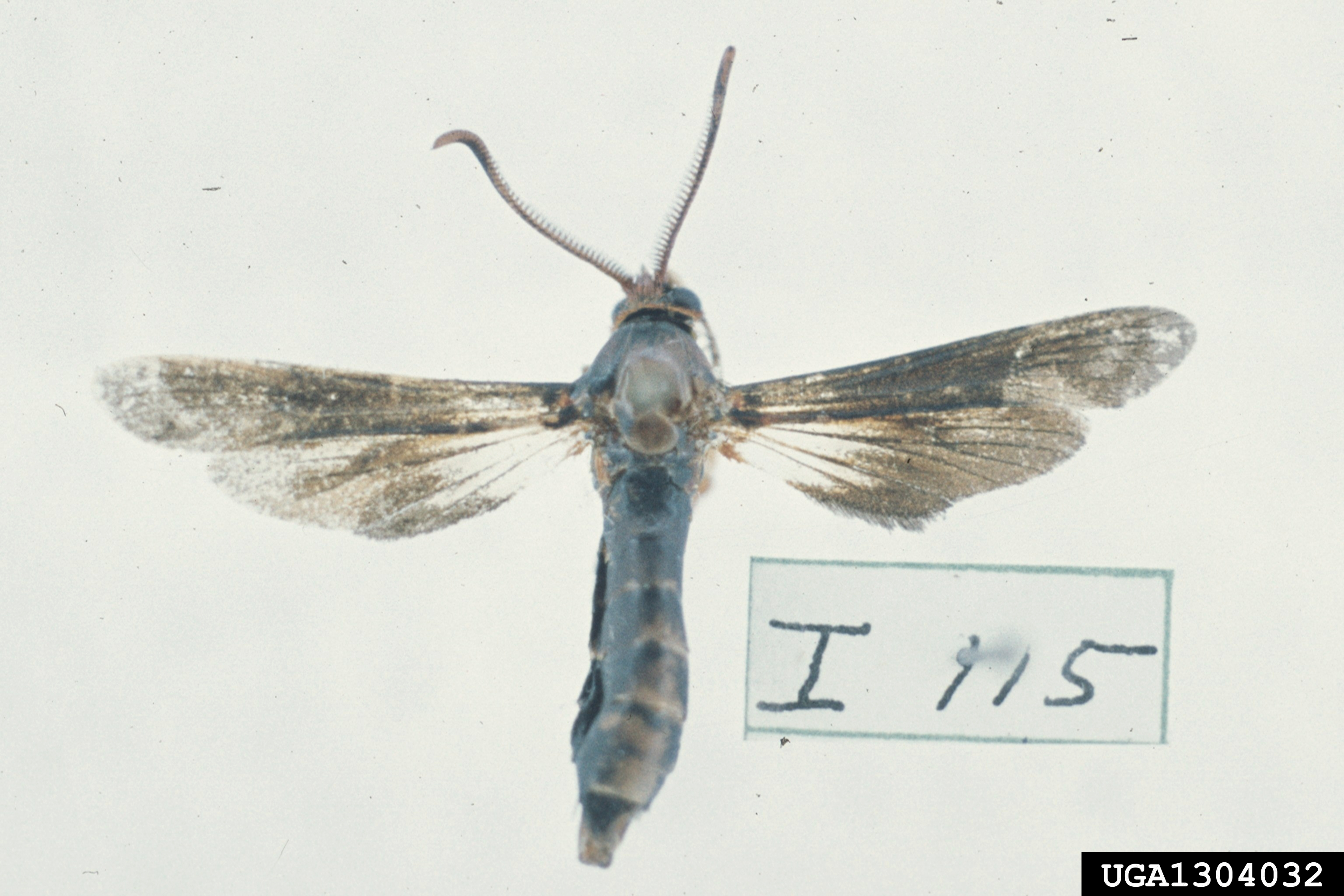
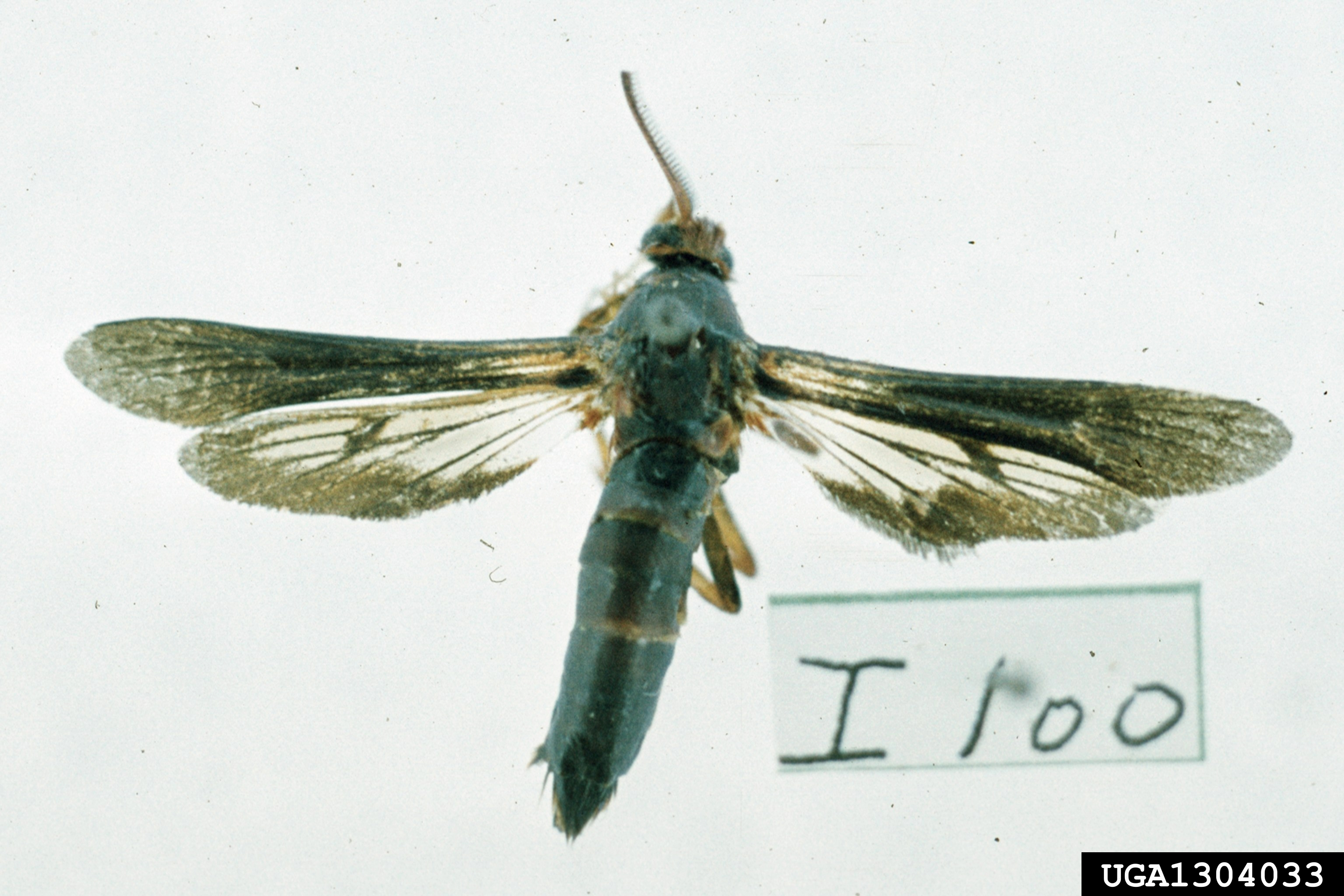

## Dottertaxa tillParanthrene, i alfabetisk ordning[1][2]
- Paranthrene affinis
- Paranthrene albifrons
- Paranthrene ambigua
- Paranthrene andamana
- Paranthrene annulifera
- Paranthrene anthrax
- Paranthrene asiliformis
- Paranthrene asilipennis
- Paranthrene astyages
- Paranthrene atkinsoni
- Paranthrene aurantiacum
- Paranthrene aurifera
- Paranthrene aurivena
- Paranthrene barbarossa
- Paranthrene bicincta
- Paranthrene bombyciformis
- Paranthrene caeruleimicans
- Paranthrene cambodialis
- Paranthrene canarensis
- Paranthrene castaneum
- Paranthrene celebica
- Paranthrene chalcochlora
- Paranthrene championi
- Paranthrene charlesi
- Paranthrene chinensis
- Paranthrene chrysochloris
- Paranthrene chrysoidea
- Paranthrene crabroniformis
- Paranthrene croconeura
- Paranthrene cupreivitta
- Paranthrene cuprescens
- Paranthrene cyanogama
- Paranthrene cyanopis
- Paranthrene davidi
- Paranthrene denotata
- Paranthrene denudatum
- Paranthrene diaphana
- Paranthrene dollii
- Paranthrene fasciventris
- Paranthrene fenestrata
- Paranthrene fervida
- Paranthrene flammans
- Paranthrene flavifrons
- Paranthrene formosicola
- Paranthrene gracilis
- Paranthrene grotei
- Paranthrene henrici
- Paranthrene heterodesma
- Paranthrene hirayamai
- Paranthrene hyalochrysa
- Paranthrene insolita
- Paranthrene insularis
- Paranthrene intermedia
- Paranthrene iridina
- Paranthrene javana
- Paranthrene jucunda
- Paranthrene kara
- Paranthrene kungessana
- Paranthrene lecerfi
- Paranthrene leucocera
- Paranthrene limpida
- Paranthrene lodimana
- Paranthrene luggeri
- Paranthrene meeki
- Paranthrene melasomon
- Paranthrene mesothyris
- Paranthrene metallica
- Paranthrene metaxantha
- Paranthrene microthyris
- Paranthrene minuta
- Paranthrene nana
- Paranthrene noblei
- Paranthrene opalescens
- Paranthrene oslari
- Paranthrene palescens
- Paranthrene palmii
- Paranthrene panorpaeformis
- Paranthrene pellucida
- Paranthrene pentazonata
- Paranthrene perlucida
- Paranthrene pilamicola
- Paranthrene poecilocephala
- Paranthrene polonica
- Paranthrene pompilus
- Paranthrene ponticum
- Paranthrene powondrae
- Paranthrene productalis
- Paranthrene propyria
- Paranthrene pulchripennis
- Paranthrene pygmaeum
- Paranthrene pythes
- Paranthrene rangoonensis
- Paranthrene regale
- Paranthrene rhingiaeformis
- Paranthrene rhingiaformis
- Paranthrene robinae
- Paranthrene rufifinis
- Paranthrene sanguipennis
- Paranthrene scintillans
- Paranthrene semidiaphana
- Paranthrene serratiformis
- Paranthrene sesiiformis
- Paranthrene sikkima
- Paranthrene silvai
- Paranthrene simulans
- Paranthrene splendidum
- Paranthrene stiziformis
- Paranthrene synagriformis
- Paranthrene tabaniformis
- Paranthrene terribile
- Paranthrene thalassina
- Paranthrene transcaucasicum
- Paranthrene tricincta
- Paranthrene tristis
- Paranthrene trizonata
- Paranthrene tubercula
- Paranthrene vespiformis
- Paranthrene vespipenne
- Paranthrene xanthopyga
- Paranthrene xanthosoma
- Paranthrene yezonica
- Paranthrene zoneiventris
- Paranthrene zygophora